# Pilea distantifolia
Pilea distantifolia es una especie de planta del género Pilea, perteneciente a la familia Urticaceae.

## Taxonomía
Pilea distantifolia fue descrita por Ignatz Urban en 1922.

## Distribución
Se encuentra en el territorio de Haití.